# Juan de Flandes
Juan de Flandes (ur. ok. 1460, zm. przed 1519 w Palencii) – niderlandzki malarz działający w Hiszpanii.
Po raz pierwszy wzmiankowany w 1496 jako nadworny malarz królowej Izabeli Katolickiej. W latach 1505–1508 pracował w Salamance, od 1509 wymieniany w Palencii.
Malował obrazy religijne i portrety. Jego głównym dziełem jest retabulum Życie Chrystusa złożone z 47 tablic, z których zachowało się 28 obrazów, rozproszonych po różnych muzeach świata.

## Wybrane dzieła
- Chrystus i Samarytanka – Paryż, Luwr
- Chrystus przybity do krzyża (ok. 1500) – Wiedeń, Kunsthistorisches Museum
- Chrystus ukazujący się Matce Boskiej (1500-1504) – Berlin, Gemaeldegalerie
- Chrystus ukazujący się Matce Boskiej – Londyn, National Gallery
- Joanna Szalona (ok. 1500) – Wiedeń, Kunsthistorisches Museum
- Noli me tangere (ok. 1500) – Madryt, Palazzo Reale
- Chrzest Chrystusa (1508-19) – Waszyngton, National Gallery of Art
- Ecce Homo – Praga, Galeria Narodowa
- Gody w Kanie (ok. 1500) – Nowy Jork, Metropolitan Museum of Art
- Kuszenie Chrystusa (ok. 1500) – Waszyngton, National Gallery of Art
- Narodziny Jezusa (1508-19) – Waszyngton, National Gallery of Art
- Niesienie krzyża – Wiedeń, Kunsthistorisches Museum
- Niesienie krzyża (ok. 1510) – Katedra w Palencii
- Pojmanie Jezusa (ok. 1500) – Madryt, Palazzo Reale
- Pokłon Trzech Króli (1508-19) – Waszyngton, National Gallery of Art
- Portret Filipa de Handsome (1496-1500) – Wiedeń, Kunsthistorisches Museum
- Portret infantki (ok. 1496) – Madryt, Muzeum Thyssen-Bornemisza
- Salome z głową Jana Chrzciciela (1496) – Antwerpia, Museum Mayer van der Bergh
- Święci Michał i Franciszek (1505-1509) – Nowy Jork, Metropolitan Museum of Art
- Ukrzyżowanie (1509-1519) – Madryt, Prado
- Wniebowstąpienie (1514-1519) – Madryt, Prado[1]
- Wskrzeszenie Łazarza (1510-18) – Madryt, Prado
- Wskrzeszenie Łazarza (ok. 1500) – Madryt, Palazzo Reale
- Zesłanie Ducha Świętego – Madryt, Prado
- Zwiastowanie (1508-19) – Waszyngton, National Gallery of Art